# Ягода (село)
Ягода (болг. Ягода) — село в Болгарии. Находится в Старозагорской области, входит в общину Мыглиж. Северное подножие Средной горы расположено возле села Ягода. Население составляет 2 809 человек.

## Политическая ситуация
В местном кметстве Ягода, в состав которого входит Ягода, должность кмета (старосты) исполняет Димитр Атанасов Димитров (Граждане за европейское развитие Болгарии (ГЕРБ)) по результатам выборов правления кметства.
Кмет (мэр) общины Мыглиж — Стойчо Иванов Цанев (Болгарская социалистическая партия (БСП)) по результатам выборов в правление общины.